# Дэвис, Эмили (писательница)
Эмили Дэвис (англ. Emilie "Emily" Frances Davis, 18 февраля 1842 или 18 февраля 1838, Пенсильвания — 26 декабря 1899) — свободная афроамериканка, жившая в Филадельфии во время Гражданской войны в США. Она написала три карманных дневника за 1863, 1864 и 1865 годы, в которых изложила свою точку зрения на Прокламацию об освобождении рабов, битву при Геттисберге и траур по президенту Линкольну. Эти дневники уникальны тем, что в них описывается жизнь городских афроамериканских женщин XIX века и их реакция на события Гражданской войны.

## Юные годы и образование
Дэвис родилась свободной в юго-восточной Пенсильвании в 1839 году. Её отец, Айзек Дэвис, переехал в Пенсильванию из Мэриленда в 1820-х годах. Современные источники не содержат сведений о её матери. Семья жила в округах Ланкастер и Скулкилл, а затем к 1860 году переехала в Седьмой округ Филадельфии. Это был первый год, когда перепись населения зафиксировала Эмили Дэвис в качестве резидента. Она была одной из 13 008 свободных чернокожих женщин (в дополнение к 9177 свободным чернокожим мужчинам), зарегистрированных как проживающие в округе Филадельфия в 1860 году. В середине XIX века Седьмой округ был центром афроамериканской политической, культурной и религиозной жизни в Филадельфии. 
Дэвис посещала Институт цветной молодёжи и несколько чёрных церквей. До замужества она зарабатывала на жизнь, работая прислугой и швеей. Она была членом Ассоциации женского союза Филадельфии, которая занималась сбором средств и продовольствия для цветных войск США.

## Писательство

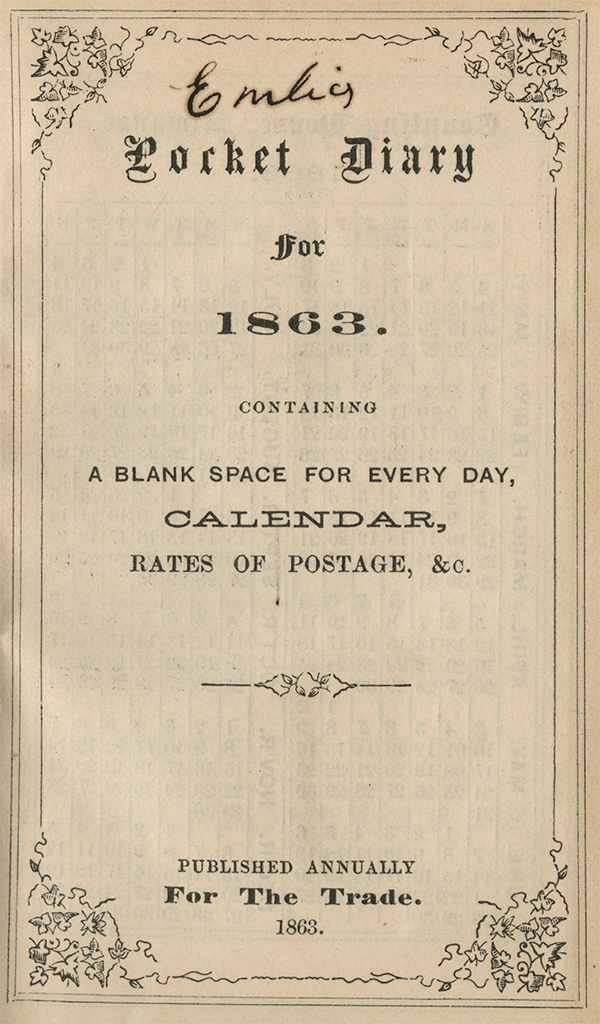
Обложка дневника Дэвис 1863 г.

В период с 1863 по 1864 год Эмили описывала, как четыре раза ходила за мороженым, что свидетельствует о расширении пространства, на котором проживали чернокожие филадельфийцы во время Гражданской войны. Ранее, летом 1857 года, Шарлотте Фортен и её подруге отказали в обслуживании в трёх кафе-мороженых в Филадельфии, прежде чем они сдались. 
Дэвис написала о примечательных лекциях и концертах, которые она посетила. 25 января 1865 года она посетила лекцию Дж. Селла Мартина, бывшего раба и пламенного баптистского священника. 16 февраля 1865 года она посетила лекцию Фредерика Дугласа. 27 февраля 1865 года она посетила лекцию Фрэнсис Эллен Уоткинс Харпер. 11 мая 1964 года она посетила концерт Элизабет Тейлор Гринфилд. 14 сентября 1865 года она посетила сегрегированный концерт Томаса Уиггинса, где ей пришлось сидеть на балконе.

## Брак и семья
13 декабря 1866 года Дэвис (в свидетельстве о браке её имя было написано с ошибкой — «Emily») вышла замуж за Джорджа Бастилла Уайта, парикмахера и борца за гражданские права. Отец Джорджа Уайта, Джейкоб С. Уайт-старший, был известным чернокожим бизнесменом. Его брат, Джейкоб С. Уайт-младший, был одним из основателей баскетбольной команды «Philadelphia Pythians» и стал директором средней школы Робертса Во, в которой учились только чернокожие ученики. Джордж Уайт принимал активное участие в работе Пенсильванской лиги за равные права — группы, которая успешно лоббировала в Гаррисберге государственную поддержку поправок к федеральному закону о гражданских правах, а на местном уровне — расовую интеграцию трамваев Филадельфии в 1867 году. 
У Эмили и Джорджа было шестеро детей: Джейкоб С. Уайт (р. 1867), Мария, Эмили (р. 1873), Джордж (р. 1875), Кэрри (р. 1877) и Джулия (р. 1881). В переписи 1880 года род занятий Эмили значился как «домохозяйка». В последующие годы она жертвовала деньги своей церкви и арендовала скамью под своим именем, а не под именем мужа, что указывало на её место в чёрном среднем классе.

## Смерть
Дэвис умерла 26 декабря 1889 года и была похоронена на Ливанском кладбище, месте захоронения Октавиуса Катто и других лидеров движения за гражданские права её поколения. В 1903 году её перезахоронили в безымянной могиле на кладбище Эден в Коллингдейле, штат Пенсильвания, когда Ливанское кладбище закрылось.
Её муж, Джордж Уайт, умер 1 июня 1899 года.

## Архивы
Дневники Дэвис были оцифрованы и аннотированы исследователями. Они хранятся в Историческом обществе Пенсильвании, а изображения страниц доступны онлайн на веб-сайтах Университета штата Пенсильвания и Университета Вилланова. Письменные рассказы от первого лица о чернокожих американках того времени редки.